# Мадам Бовари (фильм, 1933)
«Мада́м Бовари́» (фр. Madame Bovary) — французский драматический фильм режиссёра Жана Ренуара, снятый в 1933 году. Создан по одноимённому роману Гюстава Флобера, является второй его экранизацией в истории кинематографа. Первоначально крупный издатель и начинающий кинопродюсер Гастон Галлимар поручил постановку режиссёру Жаку Фейдеру. В роли Эммы Бовари он видел свою любовницу Валентину Тесье, однако после встречи с ней Фейдер отверг её кандидатуру. В результате Галлимар решил отказаться от его услуг. Актриса предложила на роль Шарля Бовари, мужа Эммы, Пьера Ренуара, своего бывшего партнёра по сцене, с которым у неё ранее были романтические отношения. Актёр убедил Галлимара пригласить в качестве режиссёра своего брата — Жана Ренуара.
Фильм снимался летом и осенью 1933 года в нормандских городах и их окрестностях — там, где происходило действие книги. В начале сентября съёмки на натуре были закончены, до начала октября они продолжались в павильонах студии в Бийанкуре. Большинство исполнителей работали в театре, причём некоторые из них выступали вместе: Валентина Тесье, Пьер Ренуар, Робер Ле Виган (торговец тканями Лере), Макс Дерли (аптекарь Оме). Ренуару удалось собрать коллектив единомышленников, и члены съёмочной группы много времени проводили вместе. К созданию музыки был привлечён композитор Дариюс Мийо. «Мадам Бовари» стала первой работой Ренуара с оригинальным музыкальным сопровождением, хотя при этом он, по своему обыкновению, не отказался и от использования не связанной с фильмом музыки.
Первый публичный показ фильма прошёл в Париже в конце 1933 года в кинотеатре Palais-Rochechouart. В прокат он вышел 12 января 1934 года в парижском кинотеатре Ciné-Opéra. После этого сокращённая версия демонстрировалась на провинциальных экранах. Фильм не имел успеха ни у публики, ни у критиков. Ренуар, а вслед за ним и многие специалисты склонны были винить в этом существенные сокращения, на которые режиссёр вынужден был пойти под давлением прокатчиков. Кроме того, монтажу и выходу фильма на экран помешало возобновление любовных отношений между Валентиной Тесье и Пьером Ренуаром, что вызвало гнев Гастона Галлимара.
В сохранившейся 120-минутной версии представлены практически все сюжетные события книги, но в более сжатом виде. Фильм критиковали за неподходящий выбор актёров, прежде всего это касается Тесье, которая была слишком возрастной актрисой для создания цельного образа Эммы. Однако актрисе и режиссёру удалось создать несколько запоминающихся сцен (бал, смерть героини). После начала Второй мировой войны Ренуар переехал в США, где в 1946 году ему поступило предложение об американской экранизации романа Флобера. В случае удачного согласования этого проекта режиссёр намеревался соблюсти «абсолютную верность» книге и уделить значительное внимание воспитанию и формированию характера Эммы, что отсутствовало в фильме 1933 года. Однако эта американская адаптация так и не была реализована.

## Сюжет
Действие фильма начинается в июле 1839 года на ферме Берто, недалеко от Руана. Сельский врач Шарль Бовари посещает своего пациента папашу Руо, который проживает на ферме вместе со своей дочерью Эммой. Шарль с удовольствием общается с романтически настроенной девушкой, получившей хорошее образование. Его сварливая жена Элоиза не одобряет увлечения мужа и ревнует его к Эмме. Через некоторое время жена Шарля скоропостижно умирает. Он продолжает посещать семью Руо и однажды получает от отца Эммы согласие на брак с ней. После свадьбы молодожёны проживают в доме Шарля в Ионвиле, где с ними также осталась и его мать. Молодая хозяйка занимается домом, а также рисованием и игрой на пианино. Она мечтает посетить Италию и увидеть полотна великих мастеров. Муж восхищается её художественными занятиями и старается всячески её баловать. Так, он покупает ей двухместную коляску, хотя сам посещает пациентов верхом на лошади.
У Эммы не складываются отношения со свекровью, которая корит её за расточительность и стремление вести образ жизни, не соответствующий уровню доходов простого сельского врача. Мать Шарля также намекает на то, что невестка легкомысленна и увлечена молодым человеком Леоном. На этой почве у них происходят скандалы, которые приходится гасить Шарлю. Эмму начинает тяготить прозаичность её жизни, провинциальный круг общения мужа и их гостей. Это положение усугубляется ещё и отъездом Леона на учёбу в Париж. Среди друзей Шарля выделяется аптекарь Оме, который произносит банальные сентенции с видом человека, знающего всё на свете. Однажды супруги Бовари случайно встречаются с маркизом де Вобьессаром, которого Шарль ранее вылечил. Аристократ просит представить его Эмме, после чего приглашает их обоих к себе на бал. Это предложение очень обрадовало её возможностью показаться в обществе, а также перспективами, которые подобное знакомство сулит карьере мужа, возможно, переездом в Руан. На балу Эмма счастлива, а Шарль чувствует себя неловко. Он хотел потанцевать с Эммой, но она отказывается и вальсирует с незнакомцем, который посмеивается над её нескладным мужем.
Прозаичность жизни очень гнетёт Эмму, и даже её недавно родившаяся дочь Берта не может развеять её скуку. Оме уговаривает Шарля провести операцию по исправлению стопы конюха Ипполита, доказывая, что успех этого начинания принесёт славу врачу и его семье. Оме знакомит Шарля с Родольфом Буланже — богатым владельцем местного поместья, после чего тот завязывает отношения с Эммой. Со временем у них возникает любовная связь, о которой Шарль ничего не подозревает. Оме удаётся уговорить Ипполита на операцию. Она прошла неудачно, и в итоге доктор Каниве вынужден ампутировать несчастному ногу. Разочаровавшись в муже, Эмма уговаривает Родольфа бежать с ней. Она делает дорожные заказы у лавочника Лере, который посоветовал ей взять письменное разрешение от мужа, чтобы оплачивать дорогие покупки. Ей удаётся уговорить Шарля подписать доверенность. Родольф отправляет Эмме прощальное письмо и уезжает, не предупредив её. После этого она теряет сознание и долгое время очень болезненно переживает предательство. Оме уговаривает Шарля отвезти жену в руанскую оперу, где супруги встречают Леона, который после окончания учёбы работает нотариусом. Молодой человек признаётся ей в чувствах, и они становятся любовниками. Они тайно встречаются по выходным в Руане.
Эмма выдала много неоплаченных векселей Лере за покупки, и он переуступил их некоему Венсару. Сумма долга достигла 8000 франков. Лере угрожает Эмме оглаской, судом и арестом имущества. В отчаянии она просит помощи у нотариуса Гийомена, но отвергает его домогательства и убегает. В Руане Эмма просит Леона украсть деньги из конторы, где тот работает. Он отказывается и говорит, что попросит деньги у своего друга. Однако из этого тоже ничего не вышло. Эмма обвиняет любовника в отсутствии жертвенности и в подавленном настроении покидает его. После этого она просит деньги у Родольфа у него в замке, но и он отказывает ей, так как якобы находится в стеснённых обстоятельствах. Она обвиняет его в лицемерии и в том, что именно из-за него у неё такая несчастная жизнь. Кроме того, она говорит, что если бы ему была нужна помощь, то она всем бы пожертвовала для него. Вернувшись домой, Эмма принимает мышьяк из аптечных запасов мужа, пишет ему прощальное письмо и умирает в муках у него на руках.

## Над фильмом работали
Актёрский состав:
| Валентина Тесье  | Эмма Бовари                      |
| Пьер Ренуар      | Шарль Бовари                     |
| Элен Мансон      | Элоиза, первая жена Шарля Бовари |
| Алис Тиссо       | мадам Бовари, мать Шарля Бовари  |
| Макс Дерли       | аптекарь Оме                     |
| Даниэль Лекуртуа | Леон Дюпюи                       |
| Фернан Фабр      | Родольф Буланже                  |
| Леон Ларив       | префект                          |
| Пьер Ларке       | Ипполит                          |
| Луи Флоранси     | аббат Бурнисьен                  |
| Робер Ле Виган   | Лере                             |
| Ромен Буке       | мэтр Гийомен, нотариус           |
| Жорж Каюзак      | папаша Руо                       |
| Жорж Денебур     | маркиз де Вобьессар              |
| Анри Вильбер     | доктор Каниве                    |
| Марта Мелло      | Никез                            |
| Монетт Дине      | Фелисите                         |
| Одетт Дин        | мадемуазель Мюзетт               |
| Полетт Эламбер   | Берта Бовари                     |
| Макс Трежан      |                                  |
| Альбер Мальбер   |                                  |
| Пьер Бо          |                                  |

Съёмочная группа:
| Роль                   | Имя                                                |
| ---------------------- | -------------------------------------------------- |
| Автор сценария         | Жан Ренуар, по одноимённому роману Гюстава Флобера |
| Диалоги                | Жан Ренуар                                         |
| Режиссёр               | Жан Ренуар                                         |
| Ассистент режиссёра    | Пьер Дезуш                                         |
| Оператор-постановщик   | Жан Башле                                          |
| Операторы              | Альфонс Жибори, Клод Ренуар                        |
| Художники-постановщики | Робер Жи, Жорж Вакевич, Эжен Лурье                 |
| Художник по костюмам   | Лазар Меджьес                                      |
| Звукорежиссёры         | Жозеф де Бретань, Марсель Курм                     |
| Композитор             | Дариюс Мийо                                        |
| Монтажёр               | Маргерит Улле                                      |
| Директор фильма        | Рене Жаспар                                        |
| Производство           | Nouvelle Société de Films (Гастон Галлимар)        |
| Продюсеры              | Гастон Галлимар, Робер Арон                        |

## Создание

### Работа над сценарием
Идея снять фильм по знаменитому роману Гюстава Флобера «Госпожа Бовари», экранизированному до этого лишь однажды, исходила от одного из крупнейших французских издателей — Гастона Галлимара, основателя и владельца издательского дома Éditions Gallimard, специализировавшегося на художественной литературе. В 1933 году у него был в разгаре роман с актрисой Валентиной Тесье. Она горячо поддерживала проект, надеясь получить в нём заглавную роль — Эммы Бовари, жены провинциального врача. Эмма живёт не по средствам и, устав от обыденности, заводит внебрачные связи в надежде избавиться от пустоты провинциальной жизни, что в конечном итоге приводит к её гибели. Галлимар начал свою деятельность в сфере кинематографа в 1932 году, учредив совместно со своим секретарём Робером Ароном компанию Nouvelle Société de Films. К 1933 году на её базе были поставлены лишь три «наивные», по оценке Арона, короткометражные комедии, снятые Альбером Капеллани. Первоначально в качестве режиссёра экранизации классического романа планировалось пригласить Жака Фейдера, который недавно возвратился из США, где четыре года довольно успешно проработал в Голливуде, и теперь подыскивал для себя новые проекты.
К Арону поступило предложение выкупить права на книгу Флобера за 100 тыс. франков от Éditions Fasquelle, при этом было известно, что уже через несколько лет она должна была перейти в общественное достояние. В качестве посредника выступил Андре Блок Деморже, которого Арон упоминал только по инициалам «Б. Д.» и характеризовал как «тянувшего литературную лямку». Деморже предлагал воспользоваться его сценарием, однако, ознакомившись с этой «писаниной», Галлимар отверг этот вариант. После этого продюсеры привлекли к созданию сценария известного писателя Роже Мартена дю Гара, который впоследствии, в 1937 году, получил Нобелевскую премию по литературе.
Дю Гар с энтузиазмом принялся за работу, тем более что после обсуждения будущего фильма с Фейдером они почти сразу нашли общий язык. Режиссёр вернулся во Францию в начале 1933 года. Сразу же после его приезда в Париж, 23 февраля, с ним встретился киножурналист и начинающий режиссёр Марсель Карне. Он взял у маститого режиссёра интервью для издания Pour vous; на вопрос относительно слухов насчёт его участия в фильме «Мадам Бовари» Фейдер ответил, что это не входит в его ближайшие планы, так как он работает над фильмом «1940». Однако при этом он дополнил, что предполагает заняться возможной экранизацией «Мадам Бовари» где-то в мае-июне, так как переговоры в этой области «значительно продвинулись». Относительно слухов, что на главную роль рассматривается актриса Рене-Жанна Фальконетти, прославившаяся исполнением главной роли в фильме Карла-Теодора Дрейера «Страсти Жанны д’Арк» (1928), Фейдер давать комментарии отказался.
Чтобы обсудить фильм, была организована встреча в отдельном кабинете фешенебельного ресторана Larue, на которой присутствовали Гастон Галлимар с Валентиной Тесье, Жак Фейдер со своей женой актрисой Франсуазой Розе, а также Робер Арон с женой. Позже Арон утверждал, что Галлимар организовал своеобразные смотрины Тесье перед Фейдером, чтобы тот сумел оценить её в качестве исполнительницы главной героини. Арон рассказывал, что в качестве претендентки на заглавную роль она надела «самую романтическую» вуаль, какая только пришла ей в голову, и шляпу с широкими полями. Такой антураж Арон назвал бесподобной реконструкцией и «поблагодарил», что она хотя бы не пришла в кринолине. Встреча прошла неудачно для актрисы: Фейдер воспринял её холодно, а его жена держалась в её отношении «язвительно». Через день Фейдер сообщил Арону, что не собирается брать Тесье на роль Бовари, после чего Галлимар в гневе отказал ему в участии в фильме. Дю Гар поддержал Фейдера и тоже покинул проект. В такой ситуации работа над фильмом оказалась под угрозой срыва и возникла ситуация, когда следовало либо отказаться от него (к чему, в частности, призывал Раймон Галлимар (Raymond Gallimard), скептически настроенный в отношении кинематографических планов брата), либо пригласить другого режиссёра и сценариста.
Киновед Паскаль Мерижо, автор критической биографии Жана Ренуара (Jean Renoir; 2012), предположил, что, возможно, Фейдер отказал Валентине Тесье под нажимом своей жены Франсуазы Розе. К тому же они были почти одного возраста (за сорок лет), как и Фальконетти. В итоге Галлимар настоял на своём и его любовница была принята на роль, так как ради неё всё и было задумано. Она ранее играла с Пьером Ренуаром на сцене и некоторое время их связывали любовные отношения, после того как Галлимар женился в 1930 году на Жанне Леони-Дюмон и прекратил на некоторое время отношения с Тесье. После окончания романа с актёром она вернулась к издателю. Пьер познакомил её со своим братом Жаном, который настолько хорошо её знал, что называл почти «сестрой», а также «невесткой». В итоге именно его назначили режиссёром экранизации. Он понимал, что если хочет остаться в проекте, то нужно работать как можно быстрее. В помощь для работы над сценарием он позвал своего друга Карла Коха, хотя впоследствии в титрах был указан лишь один Жан Ренуар. Одновременно с написанием сценария начался подбор актёров.

### Актёрский состав
На роль Шарля Бовари, мужа Эммы, взяли Пьера Ренуара. Летом 1932 года он собирался вместе с Валентиной Тесье сыграть в пьесе драматурга Альфреда Савуара «Маркграфиня», но перед началом репетиций на почве противоречий с автором она отказалась от роли, написанной специально под неё. После этого пути актёров на некоторое время разошлись: Валентина вступила в связь с Гастоном Галлимаром, а Пьер вернулся к своей первой жене Вере Сержин, актрисе русского происхождения. Пьер был не слишком обрадован перспективой поработать в кино, так как в это время принимал участие в возобновлённой постановке пьесы Жюля Ромена «Кнок, или Торжество медицины». Из письма к Луи Жуве, режиссёру и актёру спектакля, известно, что Пьер Ренуар принял предложение сыграть в экранизации только из-за брата, хотя опасался, что это отнимет у него «больше времени и сил», чем он предполагал. До этого Пьер сыграл в двух фильмах своего брата-режиссёра — «Дочь воды» (1925) и «Ночь на перекрёстке» (1932).
На роль Родольфа Буланже предполагалось взять крупного актёра, причём к этому моменту съёмки уже начались. Однако с его стороны последовал отказ, так как актёр не захотел играть героя, имя которого отсутствует в названии фильма. На такие претензии остроумно отреагировал Анри Жансон, заявивший, что неназванный актёр желает, чтобы «Госпожа Бовари» называлась «Родольфом». В итоге на эту роль взяли Фернана Фабра. Большинство исполнителей работали в театре, причём некоторые из них выступали вместе: Валентина Тесье, Пьер Ренуар, Робер Ле Виган (торговец тканями Лере), Макс Дерли (аптекарь Оме). Последний недавно закончил съёмки в картине Раймона Бернара «Отверженные», где сыграл роль господина Жильнормана, и поэтому во вступительных титрах «Мадам Бовари» и рекламном плакате его имя появляется даже раньше, чем имена Валентины Тесье и Пьера Ренуара. Продюсеры возлагали большие надежды на знание Валентиной Тесье как актёрской профессии, так и кино в целом. Однако это были завышенные ожидания, так как до того она снималась лишь в пяти короткометражных фильмах, и то в далёком 1912 году, а также в комедии Рене Клера «Соломенная шляпка» (1927), где сыграла лишь эпизодическую роль.

### Музыкальное сопровождение
К созданию музыки фильма был привлечён композитор Дариюс Мийо, для которого эта работа была одной из первых в звуковом кинематографе. Первоначально Ренуар не хотел его приглашать, так как привык работать с уже ранее написанной музыкой, хотя Мийо он хорошо знал и дружил с ним. На кандидатуре Мийо настоял Арон, видимо, ориентируясь на опыт Бернара, пригласившего для создания музыки к нашумевшим «Отверженным» другого крупного представителя музыкальной «Шестёрки» — Артюра Онеггера.
Композитор вспоминал, что на прослушивание созданной им музыки, во время визита «инквизиторского типа», пришли продюсер и режиссёр, желая узнать, что он написал для их фильма: «Сдержанное поведение Ренуара и Галлимара прекрасно показало их недоверие ко мне. Однако, несмотря на их не очень вежливое молчание, я думаю, они успокоились, так как больше не появлялись». По воспоминаниям композитора, музыку к кинофильму он сочинял во время продолжительной болезни, и её запись производилась, когда он ещё болел. Его привезли на студию, где он целый день проработал в киноаппаратной вместе со звукорежиссёром. Дирижировал партитурой Роже Дезормьер, который до этого уже имел значительный опыт работы в сфере киномузыки. Позже Мийо на основе этого музыкального сопровождения создал серию пьес для любительского музицирования, назвав её «Альбом мадам Бовари» (L’Album de Madame Bovary). В фильме также была использована музыка из оперы Гаэтано Доницетти «Лючия ди Ламмермур» (1835). Таким образом, «Мадам Бовари» стала первой работой Ренуара с оригинальным музыкальным сопровождением, но при этом он не отказался и от музыки из «первоисточника».

### Съёмки
Ренуар ещё никогда не работал в таких удобных для него условиях. Это позволило ему в последний момент переработать диалоги, так как они по его мнению лишь отдалённо напоминали флоберовские. Арону удалось заключить договор с Роже Мецже и Роже Монтё, которые недавно основали «Независимую кинопрокатную компанию» (Compagnie Indépendante de Distribution) и полагали, что для своего дебюта в кинематографе они выбрали на сто процентов успешный фильм. Их оптимистический настрой разделяли и участники съёмочной группы.
Съёмки проходили в 1933 году в студийных павильонах в Бийанкуре, а натурные кадры были сняты в нормандских городах Руан, Ри, Лион-ла-Форе (прообраз вымышленного Ионвиля у Флобера) и их окрестностях — местах, где происходит действие романа. По воспоминаниям Ренуара, во время съёмок фильма в их коллективе царила дружеская атмосфера, а жизнь в нормандском провинциальном городке Лион-ла-Форе заставила их «забыть о всех повседневных заботах». Благодаря его расположенности работать с друзьями, при создании фильма он «жил словно в каком-то упоении интимной близостью». В съёмочную группу, которую Ренуар характеризовал как «семья», входило много его друзей. Среди них, в частности, были его брат Пьер, актриса Валентина Тесье, его близкий друг и ассистент Жак Беккер, а также гражданская жена Ренуара монтажёр Маргерит Улле. Каждый вечер после съёмок они проводили вместе с продюсером фильма Гастоном Галлимаром. Так как съёмки проходили в основном на натуре и в связи с этим исполнители не разъезжались домой, а также в свои театры, это позволило Ренуару осуществить мечту о «собственной труппе». Режиссёр вообще предпочитал работать с близкими ему людьми, сплочённым коллективом единомышленников. В обеденное время «банда» Ренуара играла в собственную шуточную «игру в любимчика», восходящую к книге Жоржа Куртелина «Эскадронные забавы» (1886). Её суть заключалась в следующем: на середину стола, за которым сидели участники, укладывалась салфетка в форме фаллоса. По правилам надо было на него молча смотреть, а первый, кто не выдерживал, наказывался за неуважение к объекту: его били три раза господином «любимчиком» по рукам. Если нарушитель возражал, вопрос его виновности ставился на голосование, и если протест не находил поддержки, то наказание удваивалось. Известно, что большая свобода действий, предоставленная Галлимаром, была с энтузиазмом принята Ренуаром. Он характеризовал счастливое время съёмок, когда он создавал фильм в тесном общении с друзьями, как «экстаз».
Для создания сцены бала в конце августа 1933 года в газетах появились объявления о том, что в воскресенье в Лион-ла-Форе будет проведена сельскохозяйственная выставка: «Местных фермеров приглашают показать свой лучший скот и просят по возможности одеться по моде 1850 года. Запланирован конкурс костюмов. Как и положено, выставка завершится балом. На протяжении всего дня операторы господина Жана Ренуара смогут снять красочные картины». В начале сентября съёмки на натуре были закончены; продолжились они в павильонах студии в Бийанкуре. В этот период там присутствовал журналист Бенжамен Фенсибильер, который описал на страницах Pour vous (14 сентября 1933 года) создание сцены с отъезжающим дилижансом «Ласточка», курсировавшим между Руаном и Ионвилем. Однако эпизод, где Эмма бросает кошелёк в шляпу поющего слепого попрошайки, в фильм не попал. Тем не менее сам дилижанс, на котором героиня ездила к Леону, неоднократно появляется. После этого, 2 октября, была отснята бальная сцена в Вобьессаре, на которую пригласили близких к Галлимару людей, в том числе журналистов. Последних особо впечатлили кинематографические приспособления, задействованные в начале и конце сцены, снятой при помощи большого операторского крана с камерой, которая медленно опустилась в зал для танцев, а затем плавно приблизилась к Эмме. Впрочем, Мерижо сомневался в искренности сообщений прессы, считая, что они отразили точку зрения пресс-службы студии. Тогда же на съёмке присутствовал Люсьен Валь из газеты L'Œuvre, чьи комментарии насторожили Арона. В частности, влиятельный критик заметил, что во времена Флобера женщины ещё не выщипывали брови, как это делали актрисы на съёмочной площадке. О такой детали до этого никто не подумал, и этот анахронизм вошёл в фильм. В начале октября 1933 года съёмки в павильонах закончились и оставалось доснять лишь несколько сцен на натуре. После этого Ренуар собирался приняться за монтаж, чем параллельно, по всей видимости, уже некоторое время занималась Маргерит.

### Монтаж
Требования о сокращении длины фильма поступили от прокатчиков ещё до премьерного показа, но Ренуар отказался удовлетворить их. По сообщению Арона, полную версию продемонстрировали владельцам кинотеатров и киносетей, что обернулось «катастрофой». По его оценке, если знатоки могли оценить достоинства экранизации, о чём свидетельствуют результаты «эксклюзивного проката», то прокатчики, ориентированные лишь на получение прибыли, были к этому неспособны. Исходя из слов про эксклюзивный прокат, Мерижо сделал вывод, что Ренуар сократил хронометраж после демонстрации в Париже, до проката в остальной части Франции. По версии Арона, под давлением прокатчиков режиссёр вынужден был пойти на сокращения. Были убраны многие реплики господина Оме; стоившая много труда и времени романтическая сцена с пробегающим зайцем; красочные сцены природы. Также укоротили самый яркий и дорогостоящий эпизод — бал. Только сцена мучительной смерти Эммы не подверглась сокращениям.
Кроме того, нормальной работе над монтажом помешало возобновление любовных отношений между Валентиной Тесье и Пьером Ренуаром. Узнавший про это Гастон Галлимар был взбешён. По неподтверждённым слухам, продюсер явился в монтажную комнату и потребовал уничтожить «сцену первой ночи» супругов Бовари. Мерижо скептически расценил это сообщение друга Ренуара и отметил, что в романе данный эпизод вообще не упоминался. Впрочем, объективности ради, Мерижо привёл описание фотографии со съёмочной площадки, где молодожёны стоят возле спальни, причём Эмма находится в свадебном платье. Выдвигалось предположение, что Галлимар после того, как Тесье ушла от него к другому, потерял интерес к экранизации. В связи с этим он не стал применять своё влияние, чтобы уберечь фильм от сокращений.
Прокатная версия фильма имеет 3200 метров, но считается, что первоначальный, неурезанный вариант (близкий к тексту диалогов и сцен романа) был в полтора раза длиннее и его длительность составляла три часа. Сохранившийся вариант, продолжительностью 120 минут, по оценке Мерижо, сделан довольно грубо, но если пересмотреть внимательно несколько раз, то нельзя понять, «длилась ли первоначальная версия 3 часа 15 минут, на четверть часа больше или на три четверти меньше». В целом эта версия сохранила почти все основные сюжетные события книги, но, разумеется, в более сжатом виде.

## Выход на экраны и приём
Первый публичный показ начался в 10:00 часов 28 декабря 1933 года в кинотеатре Palais-Rochechouart. На нём в режиссёрской ложе присутствовал журналист Мишель Доманж (Michel Domange), поддерживавший тесные связи с кинематографическими кругами. Ему было известно о конфликте между режиссёром и продюсером по поводу длительности фильма. Доманж рассказывал, что Ренуар заявил, что пойдёт в проекционную и в случае, если продюсер передаст для просмотра исковерканную версию, устроит скандал, прервав сеанс при первом «чрезмерном» сокращении, и выйдет перед зрителями, чтобы они рассудили, кто прав в данной ситуации. Однако всего этого не произошло и фильм был встречен аплодисментами. По наблюдению Мерижо, это схоже с историей о монтаже драмы Ренуара «Сука» (1931), а также наводит на мысль, что режиссёр одобрил сокращения в «Мадам Бовари», или счёл их допустимыми.
Премьера фильма прошла 12 января, а не 4 января, как это ошибочно указывается в ряде источников, 1934 года в парижском кинотеатре Ciné-Opéra. По сообщению Арона, длина этой версии составляла 195 минут, или даже больше. 21 января 1834 года в газете Le Matin появилась анонимная заметка о том, что показ фильма Ренуара прошёл с «большим успехом». Мерижо расценил данную информацию в том ключе, что речь идёт о показе от 28 декабря 1933 года или от 4 января 1934 года. Также благодаря этой рецензии известно, что успешный парижский прокатчик Кейрель поздравил с успехом продюсеров картины Мецже и Монтё, а также объявил о том, что дополнительно начинает показы в своём кинотеатре на L’avenue de l’Opéra. Мерижо пришёл к выводу, что противоречивая статья представляет собой скрытое обращение к прокатчикам за пределами Парижа, а также свидетельствует о том, что в провинции была показана сокращённая версия.
Дополнительную путаницу в противоречивые сведения о прокатных версиях картины внёс Ренуар. В марте 1934 года в интервью газете Excelsior на вопрос, чем пришлось пожертвовать перед выходом на экраны, он заявил, что это касалось всего, что могло показаться неудобным, шокирующим. В частности, были убраны критические реплики Оме относительно церкви, шутки в адрес аптекарей и т. д. По словам режиссёра, ему удалось состряпать вполне удобоваримое «жарко́е», а полученный результат — «это бурда из варёной говядины, отдающая дешёвым рестораном». В этих высказываниях, по мнению Мерижо, ещё нет обвинений в следовании вкусам массового зрителя, а сокращения коснулись лишь малозначительных деталей, которые могли вызвать недовольство в провинции. Он также отметил, что в фильме, к счастью, осталась реплика Оме о священниках в сцене, когда он уговаривал отпустить Эмму в руанскую оперу, чтобы развеяться после отъезда Родольфа. Оме заявил, что знал некоторых из числа священников, которые не гнушались переодеваться и посещать заведения, где «дрыгают ногами танцовщицы!» В этом же интервью режиссёр заявил, что показал несокращённую версию близким ему людям. Некоторые пассажи из статьи 1934 года были развиты в интервью Жаку Риветту и Франсуа Трюффо, которое он дал в 1957 году для Cahiers du cinéma. Смысл новой версии истории монтажа сводился к тому, что фильм «искромсали и уничтожили» не продюсеры, а прокатчики, так как их не удовлетворил трёхчасовый хронометраж. Ренуар якобы предложил демонстрировать картину в сдвоенных сеансах, но прокатчики настаивали на значительных сокращениях. Он пошёл на это, но такая версия стала несмотрибельной, нескончаемой, скучной. Мерижо выделил отличия между интервью 1934 года и 1957 года. Если ранее Ренуар говорил, что фильм подвергся незначительным изменениям, то позже заявил, что он был искромсан. Мерижо выразил сомнения в искренности мнения Ренуара и заметил, что почти пятичасовой (разделённый на три части в прокате) фильм Бернара «Отверженные» имел значительный успех у публики. Кроме того, сдвоенные сеансы в 1934 году во Франции ещё не были внедрены. Относительно того, что в литературе указывалось, что фильм Ренуара состоял из 5000 м плёнки (3 часа 7 минут), Мерижо также выразил сомнение. По его мнению, ничто не указывает на то, что фильм действительно включал такой метраж и эта длина вошла в монтажную версию. Видимо, слухи о 5000 м плёнки восходят к информации от Ренуара, стремившегося переложить провал в прокате на других.
Фильм не был принят ни критикой, ни зрителями и в прокате потерпел коммерческий провал. Парижская газета Le Monde назвала экранизацию «позором французского кино», обвинив создателей в том, что сценарий передаёт только «фабулу», а не «сюжет» романа. Отрицательно оценил его и Мартен дю Гар, который в письме Жилю Маргаритису от 18 февраля 1934 года отметил, что картина не выдерживает никакой критики и он очень рад, что «не влип в эту историю». Одним из дополнительных факторов плохого приёма стали беспорядки в Париже, начавшиеся 6 февраля 1934 года. На улицы вышли тысячи людей, произошли столкновения с полицией, в ходе которых погибли 13 протестующих и один полицейский. Через три дня волнения возобновились: в это время погибли ещё 15 митингующих и 1500 получили ранения. Это были самые кровавые беспорядки со времён Парижской коммуны. Об этих событиях упоминал Ренуар в письме продюсеру своего следующего фильма «Тони» (1935) Пьеру Го (Pierre Gaut). Также он сетовал на Кейреля, который обвинял его в минимальных сборах, и утверждал, что фильм в Ciné-Opéra был принят не так плохо, как о том отзывался прокатчик. «Сборы упали 6 февраля, и, если бы Кейрель хоть чуть-чуть соображал, он понял бы, что в это время головы парижан были заняты другими заботами, и сам прикрыл бы лавочку», — резюмировал режиссёр.
В 1934 году «Мадам Бовари» была включена в список номинантов на приз Национального совета кинокритиков США за лучший зарубежный фильм по итогам 1933 года. Среди претендентов также были «Человек с острова Аран» Роберта Флаэрти, «Голубой свет» Лени Рифеншталь, «Возвышение Екатерины Великой» Пола Циннера и «Верная нимфа» Бэзила Дина. Победителем был объявлен фильм Флаэрти.

## Анализ и критика
По оценке историка кино Жоржа Садуля, после того, как фильм Ренуара «Сука» не оправдал возложенных на него надежд в отношении успеха у публики, режиссёр вновь был вынужден приступить к съёмкам откровенно коммерческого кино, в результате чего были сняты такие малохудожественные фильмы, как «Ночь на перекрёстке» и «Шотар и Компания». Как дальше отмечал Садуль, «Мадам Бовари» провалилась в прокате, но не совсем заслуженно. Одной из возможных причин плохого приёма называлось то, что по требованию продюсеров Ренуар был вынужден сократить метраж, и фильм дошёл до зрителя в сильно урезанном виде. Киновед Пьер Лепроон предположил, что причины творческой неудачи фильма заключаются в том, что на момент его создания Ренуар, вообще подверженный внешнему влиянию, ещё не сформировал свой индивидуальный, авторский стиль, да ещё при этом, по воле продюсеров, он был предоставлен сам себе. В «Мадам Бовари», по мысли Лепроона, режиссёр «колеблется, сомневается» и в итоге создаёт ленту, в которой «ощущается нерешительность».
Некоторые критики писали, что Жан Ренуар решил экранизировать роман Флобера с целью воспроизвести на экране провинциальный французский пейзаж, в духе импрессионистских картин его отца Огюста Ренуара, но сам режиссёр это отрицал, предпочитая отшучиваться и, в частности, утверждая, что ему захотелось снять своего брата в качестве врача, производящего операцию хирургическим инструментом прошлого века. Ренуар также указывал, что его неудача в этом фильме была вызвана тем, что он слишком детально пытался представить на экране атмосферу и сюжет романа, но если бы ему позже представилась возможность снять новую версию адаптации книги, то он ограничился бы только её окончанием, показав любовь Эммы к Родольфу и момент, когда она запутывается в личных делах, что приводит к трагической развязке.
Сюжет фильма близок к содержанию книги, но с характерными для режиссёра стилизаторскими и театральными реминисценциями. Киновед и теоретик кино Андре Базен, размышляя об экранизации литературной классики, приводил этот фильм, наряду с картиной Ренуара «Загородная прогулка» (1936), в качестве примера того, что кинематограф в целом может подняться до уровня литературы, — имея в виду, что режиссёр в гораздо большей степени «соблюдает верность духу, нежели букве первоисточников». По наблюдению Базена, такая точность «парадоксальным образом совмещается с полнейшей независимостью. Оправданием Ренуару служит его гениальность, равнозначная гениальности Флобера и Мопассана. В итоге мы видим феномен, который можно сравнить с бодлеровским переводом Эдгара По». С другой стороны, Базен привёл этот фильм как пример неудачного выбора Ренуаром актёрского состава. По его мнению, трудно представить бо́льшую нелепость, чем выбор Валентины Тесье на роль Эммы Бовари, так как продолжительность драматического развития её образа предполагает выбор актрисы молодой, но при этом достаточно опытной, чтобы постепенно, по ходу фильма, «состариться». Было бы лучше, предположил Базен, если бы актриса сыграла героиню конца книги, так как «возраст и фигура не позволяли ей внушить нам веру в её девственность и, уж во всяком случае, в юность Эммы. У Ренуара этот персонаж физически не стареет на протяжении всего действия». Этот парадоксальный выбор режиссёра, известного своими близкими отношениями с актёрами, умеющего создать непринуждённую обстановку на съёмочной площадке и добиться от исполнителей органичной игры, Базен объяснил особенностями характера и режиссёрским почерком мастера, который, по его мнению, скорее способен внести изменения в сценарий, с целью «обосновать свой выбор, чем отказаться от актёра, приглянувшегося ему вопреки очевидности».
Однако режиссёр и критик Эрик Ромер был не вполне согласен с такой точкой зрения и рассматривал образ, созданный Валентиной Тесье, более позитивно. По мнению представителя французской новой волны, в этой картине Ренуар отказался от детального воссоздания образов первоисточника, но сумел представить их такими, какими они стали в последующем восприятии. Ренуар стремился показать их таким образом, чтобы помочь этим антиромантическим героям навсегда оторваться от литературной основы в «соответствии с лишь наполовину сбывшимся желанием» Флобера. Ромер отмечал, что для Ренуара «боваризм» является одной из форм сомнения, сформулированного позднее Камиллой в фильме «Золотая карета» (1952): «Где начинается комедия? Где кончается жизнь?». Также и мадам Бовари вполне искренна в своих чувствах, даже когда «ломает комедию, и ломается даже в минуты величайшей искренности». По мнению Ромера, в этом персонаже картины «всё надуманное, сделанное, за исключением того, что по самой своей природе не поддаётся подделке,— плоти или взгляда, которые не могут лгать, во всяком случае перед камерой». Тот же автор отмечал, что великолепная игра Валентины Тесье — «это лишь уверенная демонстрация „приёмчиков“, авторство которых можно приписать её героине», а актёры Пьер Ренуар и Макс Дерли следуют за ней «на почтительном расстоянии».
В литературе неоднократно отмечалось, что в творчестве Ренуара отразились его социальные взгляды. Лепроон указывал, что произведения режиссёра насыщены «народным реализмом», сочувственным изображением представителей низших классов. Это отразилось и в фильме на сюжет романа Флобера. Литературовед Мэри Дональдсон-Эванс (Mary Donaldson-Evans), отметив данный факт, писала, что начиная с этого фильма позиция Ренуара смещается влево. Жак Риветт предположил, что почти все картины Ренуара являются в широком понимании в той иной мере «политическими». Это касается даже тех из них, которые представляются ему «наименее явно политическими». К последней категории он отнёс «Мадам Бовари» и «Завещание доктора Корделье» (1958). Советский киновед Георгий Авенариус в книге «Жан Ренуар. (Очерк из истории кино во Франции)» (1938) назвал фильм одним из поворотных по пути к реализму, сближению с левыми кругами. Режиссёр до этого уже использовал противопоставление действительности миру грёз («Катрина, или Жизнь без радости» (1924), «Дочь воды» (1925), «Девочка со спичками» (1928)), но в этот раз зашёл значительно дальше в реалистическом изображении жизни. Однако в этой экранизации его постигла неудача, поскольку ему не удалось передать «атмосферу» первоисточника. К другим недостаткам Авенариус отнёс попытку передать роман полностью, что вызвало отсутствие главного — передачи характеров; недостаток художественной целостности и проникновенности образа героини в исполнении Тесье; неудачную, «бледную» музыку Мийо. По наблюдению советского критика Иосифа Лищинского, темы и образы книги, при всех выдающихся качествах романа Флобера, режиссёра фильма, видимо, не слишком заинтересовали, несмотря на наличие всех хрестоматийных книжных сцен, присутствующих в ленте. «С первоисточником он обращается почтительно, но холодно». По мнению того же автора, экранизация романа, действие которого происходит век назад, не вызвала у Ренуара надлежащего отклика в связи с его постепенным обращением к вопросам напряжённой современной жизни: «В 1934 году для Ренуара не было связей между прозой Флобера и его собственными настроениями».
Паскаль Мерижо отмечал, что сохранившаяся версия не даёт представления о первоначальной длительности фильма. Из эпизодов, не вошедших в картину, можно назвать детство Шарля и его супружескую жизнь с Эммой в городке Тот (Приморская Сена), где начинается действие романа. При этом в сюжет картины был добавлена сцена, отсутствующая в оригинале: Эмма идёт по просёлочной дороге, а проезжающий мимо маркиз Вобьессар приглашает её в свой замок на бал. Мерижо, отмечал, что это — находка режиссёра; кроме того, в этом эпизоде игра Валентины Тесье смотрится лучше, чем в остальных местах. Он также предположил, что история о значительных сокращениях связана с тем, что фильм действительно производит впечатление несвязности, дробности и «больше напоминает не последовательный рассказ, а нагромождение иллюстраций к книге». В этом отношении показательна сцена между Эммой и кюре, которая словно призвана лишь показать крупным планом лицо актрисы, или дана для большего соответствия тексту романа. С другой стороны, в фильме были произведены и некоторые сюжетные купюры. Так, была сильно сокращена линия Леона Дюпюи, который появлялся лишь во второй части в Руане, возникновение чувств между ним и Эммой вообще не показано. По оценке Мерижо, фильм сильно проигрывает в том отношении, что в нём отсутствует напряжение, что обычно не характерно для работ Ренуара.
Тайна, окутывающая фильм, сгущается: пришлось ли Ренуару урезать ряд сцен, чтобы удовлетворить требования коммерсантов, или же они просто не удались? Правдоподобны обе гипотезы. Трудно сказать, кто страдает от подобной несвязности: внимательный читатель Флобера, который замечает недостатки в том, как показана суть и развитие характера Эммы, или зритель, не знакомый с книгой, кому героиня может показаться довольно непонятной. Между тем как только фильм обретает свой ритм, становится очевидна его красота.
К числу многих «восхитительных» моментов Мерижо прежде всего отнёс план после ссоры и примирения между Эммой и свекровью. Он назвал его одним из самых запоминающихся у Ренуара вообще. Шарль просит жену извиниться и обещает, что его мать уедет из их дома. В ответ Эмма, скрепя сердце, произносит несколько извинений и в ярости уходит к себе в комнату на второй этаж. Там её уже «ожидает» камера, которая показывает белоснежную постель, а затем медленно «отъезжает» к двери. В этот момент актриса появляется в кадре справа, затем заходит к себе в комнату и яростно хлопает дверью. В этом моменте Ренуар выразил в том числе часть своего характера: известно, что он терпеть не мог, когда кто-либо хлопал дверью, резко закрывал дверцу автомобиля. Здесь ему удалось одним планом показать ту еле сдерживаемую ярость, которую накопила героиня за время супружества. Эта сцена усиливается ещё и быстрым переходом к скачке по полям, так как здесь в ленте проявляется динамика, которой так не хватает во многих других местах. В качестве других достоинств Мерижо назвал натурные съёмки: посредством «великолепно воссозданной обстановки» Ренуару удалось органично поместить молодую женщину «в ту сельскую действительность, которая одновременно душит и разжигает её исступлённые мечты, переданные на экране нарочитой театральностью игры».
Относительно театральности постановки Мерижо отметил, что Ренуар стремился сочетать «реальный фон и максимально стилизованную игру», добиться «абсолютного реализма фона, антуража», что контрастировало с «чрезмерно выверенной композицией первого плана». Для этого он требовал от исполнителей играть в более сценической манере. Однако этого ему достичь в полной мере не удалось, так как, как только актёры начинали произносить свои реплики, режиссёр сразу терял интерес к декорациям. «Ему важны только слова и то, как они произносятся. Попытка найти равновесие между инертной силой земли, этого края, и театральностью выражений — это и есть материя фильма, глина, с которой работают режиссёр и актёры». Несмотря на то, что выбор Валентины Тесье на роль главной героини в силу её возраста не мог быть оправдан, актрисе всё же удались несколько сцен. Прежде всего это касается более длинных эпизодов, и, особенно, игры в «мастерски» поставленном финале. Мерижо также похвалил интерпретацию «незабываемого» образа Шарля Бовари со стороны Пьера Ренуара («тяжеловесный и хрупкий, величественный и обречённый»). К числу больших творческих удач киновед отнёс игру Робера Ле Вигана, исполнившего роль одного из кредиторов Эммы — господина Лере («вкрадчивого, слащавого, лицемерного»). В отношении аптекаря Оме, которого сыграл Макс Дерли, Мерижо высказался в том духе, что этот образ актёру не удался (излишне «техничен и предсказуем»), что, впрочем, с полным правом можно отнести и к другим экранизациям Флобера.
Несмотря на некоторые удачные моменты, фильм, по мнению Мерижо, не может сравниться с великим романом. Прежде всего ему не хватает юмора Флобера, позволявшего «гениальному» писателю сделать своих персонажей близкими читателю. У Ренуара же повествование подано «слишком плоско и однозначно», ему «удаётся оживить» героев, но «не полюбить», или же сделать это слишком поздно, когда они устали друг от друга, в то время, «когда Эмму может развлечь только одно — зрелище собственной агонии».

## Последующие события
После начала Второй мировой войны Ренуар переехал в США, где малоуспешно работал в Голливуде. В 1946 году он размышлял о предложении продюсера Робера Акима (Robert Hakim) об американской экранизации романа «Госпожа Бовари». В случае одобрения этого предложения режиссёр намеревался соблюсти «абсолютную верность» книге и уделить значительное внимание духовному формированию Эммы, что отсутствовало в фильме 1933 года. В этот раз он хотел показать, что сделало героиню такой, какой она стала (мечты, литература), а также, возможно, поверхностность её религиозных чувств. В этом он находил некоторый параллелизм с нравами многих современных девушек, которые, как и Бовари, существуют в иллюзорном мире, неспособны реалистично взглянуть на жизнь, приняв её такой, какая она есть. Особенно такое поведение, по размышлениям Ренуара, было принято среди американок, жизнь которых проходит от развода до развода, в погоне за вечно ускользающим идеалом, тем более «невозможным и недостижимым, что существует только в их воображении». Вслед за Флобером режиссёр хотел представить события с точки зрения героини: «всё должно быть показано, или, вернее, прочувствовано Эммой». Мерижо сделал вывод, что Ренуар не собирался применить свои наработки из французского фильма, что было совершенно естественно, так как ему хотелось привлечь американского зрителя. Однако вторая экранизация так и не увидела свет. В 1949 году фильм поставил американский режиссёр Винсент Минелли с Дженнифер Джонс в заглавной роли.
В 1963 году Ренуар стал фигурантом судебного разбирательства между Галлимаром и Тесье по поводу дома в Нёйи, который Гастон подарил актрисе в июле 1930 года (это произошло через непродолжительное время после его свадьбы с Жанной Леони-Дюмон). После этого Галлимар на некоторое время перестал встречаться с Тесье, и у неё начался роман с Пьером Ренуаром. Однако через 33 года издатель отказался подтвердить факт дарения. Истица настаивала, что претензии подтверждаются «письменным документом с его подписью». Адвокат Тесье посоветовал ей собрать свидетельства знакомых, что после свадьбы Галлимара она фактически проживала с Пьером Ренуаром как муж и жена. Линия защиты заключалась в том, что «с точки зрения закона, женатый человек не может оформить дарственную» в пользу сожительницы. Жан Ренуар поддержал иск своей бывшей актрисы и заявил, что «считал её своей настоящей невесткой». Несмотря на поддержку друзей, иск Тесье был отклонён и она была вынуждена покинуть дом.